# ملائكية المياه العذبة
ملائكية المياه العذبة أو السَمكة المَلاكية (باللاتينية: Pterophyllum)، (بالإنجليزية: Angelfish) هي نوع من أنواع الأسماك التي يشاع تربيتها لجمالها وغرابة شكلها. تتأصل هذه الأسماك من نهر الأمازون بالمناطق الاستوائية في أمريكا الجنوبية، ويوجد منها ثلاثة أنواع. تتميز هذه الأسماك بزعانفها الطويلة والمثلثية الشكل، وبجسدها الدائري المفلطح أو المنضغط. يعتبر جنوب أمريكا هو موطن الأصلي وعلى الأخص في البرازيل وجوانا وبيرو.